# I Like You (a Happier Song)
I Like You (a Happier Song) è un singolo del rapper statunitense Post Malone, pubblicato il 7 giugno 2022 come terzo estratto dal quarto album in studio Twelve Carat Toothache.

## Descrizione
Il brano vede la partecipazione della cantante statunitense Doja Cat ed è stato scritto dai due interpreti assieme a Billy Walsh e i due produttori Jasper Harris e Louis Bell.

## Video musicale
Il video musicale, diretto da Child, è stato reso disponibile il 25 luglio 2022 tramite il canale YouTube del rapper.

## Classifiche

### Classifiche settimanali
| Classifica (2022) | Posizione massima |
| ----------------- | ----------------- |
| Australia         | 7                 |
| Austria           | 51                |
| Belgio (Vallonia) | 31                |
| Canada            | 5                 |
| Corea del Sud     | 186               |
| Danimarca         | 15                |
| Francia           | 166               |
| Germania          | 59                |
| Grecia            | 18                |
| India             | 15                |
| Irlanda           | 15                |
| Islanda           | 16                |
| Italia            | 86                |
| Libano            | 6                 |
| Lituania          | 29                |
| Lussemburgo       | 18                |
| Norvegia          | 13                |
| Nuova Zelanda     | 6                 |
| Paesi Bassi       | 44                |
| Portogallo        | 20                |
| Regno Unito       | 19                |
| Repubblica Ceca   | 42                |
| Singapore         | 12                |
| Slovacchia        | 35                |
| Stati Uniti       | 3                 |
| Sudafrica         | 26                |
| Svezia            | 23                |
| Svizzera          | 38                |
| Vietnam           | 9                 |

### Classifiche di fine anno
| Classifica (2022) | Posizione |
| ----------------- | --------- |
| Australia         | 27        |
| Belgio (Vallonia) | 136       |
| Canada            | 20        |
| Danimarca         | 95        |
| Nuova Zelanda     | 42        |
| Stati Uniti       | 26        |
| Classifica (2023) | Posizione |
| Australia         | 72        |
| Stati Uniti       | 75        |

## Date di pubblicazione
| Paese                 | Data           | Formato                | Nota   |
| --------------------- | -------------- | ---------------------- | ------ |
| Stati Uniti d'America | 7 giugno 2022  | Contemporary hit radio | [ 13 ] |
| Italia                | 10 giugno 2022 | Contemporary hit radio | [ 36 ] |
| Regno Unito           | 10 giugno 2022 | Contemporary hit radio | [ 37 ] |